# Cosmarium polonicum
Cosmarium polonicum là một loài Song tinh tảo trong họ Desmidiaceae, thuộc chi Cosmarium.